# Mops
Genre
Mops est un genre de chauves-souris de la famille des Molossidae.

## Quelques critères d'identification
Les Mops sont des chauves-souris assez “compactes” et robustes[réf. souhaitée], avec un museau proéminent. Ils peuvent émettre des cliquetis audibles par l’oreille humaine ; et volent généralement en bandes, s’alimentant sur de petits insectes volants. Comme les autres membres des Molossidae, ils sont facilement reconnaissables à leur queue libre au-delà de la membrane étroite du patagium, à leurs lèvres froissées, leurs grandes narines et leurs oreilles qui pointent un peu vers la périphérie comme de petites cornes (ou qui s'aplatissent pour se rejoindre),.

## Liste des espèces
Selon ITIS (20 octobre 2019) :
- sous-genre Mops (Mops) Lesson, 1842
  - Mops condylurus (A. Smith, 1833)
  - Mops congicus (J. A. Allen, 1917)
  - Mops demonstrator (Thomas, 1903)
  - Mops leucostigma (G. M. Allen, 1918)
  - Mops midas (Sundevall, 1843)
  - Mops mops (Blainville, 1840)
  - Mops niangarae (J. A. Allen, 1917)
  - Mops niveiventer (Cabrera and Ruxton, 1926)
  - Mops sarasinorum (A. Meyer, 1899)
  - Mops trevori (J. A. Allen, 1917)
- sous-genre Mops (Xiphonycteris) Dollman, 1911
  - Mops bakarii Stanley, 2008
  - Mops brachypterus (Peters, 1852)
  - Mops nanulus (J. A. Allen, 1917)
  - Mops petersoni (El Rayah, 1981)
  - Mops spurrelli (Dollman, 1911)
  - Mops thersites (Thomas, 1903)